# Міранда Отто
Міра́нда О́тто (англ. Miranda Otto; нар. 16 грудня 1967, Брисбен, штат Квінсленд, Австралія) — австралійська акторка. Найбільша відома за роллю в кінотрилогії Пітера Джексона «Володар перснів», де зіграла Еовін, племінницю короля Теодена.
Народилася 15 грудня 1967 року в Брисбен, Австралія.
2018 року знялася в фільмі «Зої».

## Фільмографія

### Кінофільми
| Рік  | Назва                              | Оригінальна назва                              | Роль             |
| ---- | ---------------------------------- | ---------------------------------------------- | ---------------- |
| 1986 |                                    | Emma's War                                     | Емма Грейндж     |
| 1987 |                                    | Initiation                                     | Стіві            |
| 1988 |                                    | The 13th Floor                                 | Ребекка          |
| 1992 |                                    | Daydream Believer                              | Нелл Тісковіц    |
| 1992 |                                    | The Last Days of Chez Nous                     | Енні             |
| 1993 |                                    | The Nostradamus Kid                            | Дженні О'Браєн   |
| 1995 |                                    | Sex Is a Four Letter Word                      | Вів              |
| 1996 |                                    | Love Serenade                                  | Діміті Герлі     |
| 1997 |                                    | The Well                                       | Кетрін           |
| 1997 |                                    | True Love and Chaos                            | Мімі             |
| 1997 |                                    | Doing Time for Patsy Cline                     | Петсі Клайн      |
| 1998 |                                    | Dead Letter Office                             | Аліса Волш       |
| 1998 |                                    | In the Winter Dark                             | Ронні            |
| 1998 | Тонка червона лінія                | The Thin Red Line                              | Марті Белл       |
| 2000 | В пустелі                          | Kin                                            | Анна             |
| 2000 | Що приховує брехня                 | What Lies Beneath                              | Мері Фюр         |
| 2001 |                                    | The Three-Legged Fox                           | Рут              |
| 2001 | Природа людини                     | Human Nature                                   | Габріель         |
| 2002 | Під гіпнозом                       | Close Your Eyes                                | Клара Стротер    |
| 2002 | Лікар                              | Julie Walking Home                             | Джулі            |
| 2002 | Володар перснів: Дві вежі          | The Lord of the Rings: The Two Towers          | Еовін            |
| 2003 | Володар перснів: Повернення короля | The Lord of the Rings: The Return of the King  | Еовін            |
| 2003 | Денні — Літаючий шезлонг           | Danny Deckchair                                | Гленда Лейк      |
| 2004 | В будинку мого батька              | In My Father's Den                             | Пенні            |
| 2004 | Політ Фенікса                      | Flight of the Phoenix                          | Келлі Джонсон    |
| 2005 | Війна світів                       | War of the Worlds                              | Мері Енн Феррієр |
| 2009 | У її шкурі                         | In Her Skin                                    | Пані Барбер      |
| 2009 |                                    | Blessed                                        | Б'янка           |
| 2010 |                                    | South Solitary                                 | Мередіт Епплтон  |
| 2010 |                                    | Get It at Goode's                              | Петті Вільямс    |
| 2013 | Рідкісні квіти                     | Reaching for the Moon                          | Елізабет Бішоп   |
| 2013 | 10 миттєвостей долі                | The Turning                                    | Шеррі            |
| 2014 | Я, Франкенштейн                    | I, Frankenstein                                | Королева Леонора |
| 2014 | Місцевий                           | The Homesman                                   | Теолін Белнап    |
| 2015 | Дочка                              | The Daughter                                   | Шарлотта Фінч    |
| 2017 | Танцювальна академія: Фільм        | Dance Academy: The Movie                       | Мадлен Монкур    |
| 2017 | Анабель: Створення                 | Annabelle: Creation                            | Естер Муллінз    |
| 2018 | Зої                                | Zoe                                            | Дизайнер         |
| 2018 |                                    | The Chaperone                                  | Рут Сент-Денніс  |
| 2019 | Мовчання                           | The Silence                                    | Келлі Ендрюс     |
| 2020 |                                    | Downhill                                       | Шарлотта         |
| 2022 | Говори до мене                     | Talk to Me                                     | Сью              |
| 2023 | Магічні двері                      | The Portable Door                              | Графиня Джуді    |
| 2024 | Володар перснів: Війна Рогіримів   | The Lord of the Rings: The War of the Rohirrim | Еовін            |

### Телебачення
| Рік       | Назва                         | Оригінальна назва                            | Роль             | Примітки                              |
| --------- | ----------------------------- | -------------------------------------------- | ---------------- | ------------------------------------- |
| 1988      |                               | A Country Practice                           | Міллі Олкотт     | серіал, 4 серії                       |
| 1992      |                               | Heroes II: The Return                        | Ромська сторінка | телефільм                             |
| 1995      | Поліцейський загін порятунку  | Police Rescue                                | Аманда           | серіал, епізод: «On the Outer»        |
| 1999      | Джек Булл                     | The Jack Bull                                | Кора Реддінг     | телефільм                             |
| 2001      | Дороги, які ми вибираємо      | The Way We Live Now                          | Місіс Гертл      | мінісеріал                            |
| 2004      |                               | Through My Eyes: The Lindy Chamberlain Story | Лінді Чемберлен  | мінісеріал                            |
| 2007      | Розлучення по-голлівудськи    | The Starter Wife                             | Цвіркун Стюарт   | мінісеріал                            |
| 2007      | Кашемірова мафія              | Cashmere Mafia                               | Джульєт Дрейпер  | серіал, 7 серій                       |
| 2012      | Леді-детектив міс Фрайн Фішер | Miss Fisher's Murder Mysteries               | Лідія Ендрюс     | серіал, епізод: «Cocaine Blues»       |
| 2014      | Рейк                          | Rake                                         | Медді Дін        | серіал, 13 серій                      |
| 2015      | Батьківщина                   | Homeland                                     | Еллісон Карр     | серіал, 12 серій                      |
| 2017      | 24: Спадок                    | 24: Legacy                                   | Ребекка Інгрем   | серіал, 12 серій                      |
| 2018–2020 | Моторошні пригоди Сабріни     | Chilling Adventures of Sabrina               | Зельда Спеллман  | серіал, головний акторський склад     |
| 2021      |                               | The Unusual Suspects                         | Сара Бізлі       | мінісеріал, головний акторський склад |
| 2021      |                               | Fires                                        | Кет Сімпсон      | серіал, 2 серії                       |
| 2022      |                               | True Colours                                 | Ізабель Мартін   | серіал, головний акторський склад     |
| 2023      | Людина-коала                  | Koala Man                                    | Мінді (голос)    | серіал, епізод: «Hot Christmas»       |
| 2023      | Чистота                       | The Clearing                                 | Адрієнн          | серіал, 8 серій                       |
| 2023      |                               | Wellmania                                    | Каміль Лавін     | серіал, 1 серія                       |

### Запрошена гостя в телешоу
| Рік  | Оригінальна назва      | Примітки                          |
| ---- | ---------------------- | --------------------------------- |
| 1996 | Midday with Kerri-Anne |                                   |
| 1997 | Monday to Friday       |                                   |
| 1998 | The Movie Show         |                                   |
| 2002 | The Movie Show         | Після Венеційського кінофестивалю |
| 2023 | News Breakfast         |                                   |
| 2023 | The Project            | Разом із Терезою Палмер           |

## Театр
| Рік  | Назва вистави               | Назва англійською                  | Роль             | Театри |
| ---- | --------------------------- | ---------------------------------- | ---------------- | --- |
| 1986 | Гіркі сльози Петри фон Кант | The Bitter Tears of Petra Von Kant |                  | Wharf Studio Theatre та Sydney Theatre Company |
| 1986 | Реальна річ                 | The Real Thing                     |                  | Playhouse Newcastle та Hunter Valley Theatre Company |
| 1991 |                             | Sixteen Words for Water            | Бетсі            | Wharf Theatre та Sydney Theatre Company |
| 1992 |                             | Time and the Room                  | Спляча жінка     | Wharf Studio Theatre та Sydney Theatre Company |
| 1992 |                             | The Girl Who Saw Everything        | Едвіна Рауз      | Wharf Theatre та Sydney Theatre Company |
| 1993 |                             | Brilliant Lies                     | Сьюзі            | Suncorp Theatre, Playhouse Melbourne, Monash University, Her Majesty's Theatre Ballarat, Ford Theatre Geelong, West Gippsland Arts Centre, Theatre Royal, Hobart, Playhouse Adelaide, Sydney Opera House, Canberra Theatre та Queensland Theatre Company |
| 1995 | Джіджі                      | Gigi                               | Джіджі           | Suncorp Theatre, Brisbane та Queensland Theatre Company |
| 2002 | Ляльковий дім               | A Doll's House                     | Нора Гельмер     | Wharf 1 Theatre та Sydney Theatre Company |
| 2002 |                             | Hanging Man                        | Кастинг-директор | Wharf 2 Theatre та Sydney Theatre Company |
| 2005 | Мистецтво вибору дівчини    | Boy Gets Girl                      | Тереза Беделл    | Wharf 1 Theatre та Sydney Theatre Company |
| 2011 | Біла гвардія                | The White Guard                    | Лена             | Sydney Theatre Company |